# Internationale Gesellschaft für Ingenieurpädagogik
Die Internationale Gesellschaft für Ingenieurpädagogik (IGIP) (engl. International Society for Engineering Education) wurde 1972 in Klagenfurt/Österreich gegründet. Sie stellt nach eigenen Angaben das größte internationale Netzwerk von Hochschulen, die sich mit der Ausbildung von Ingenieuren befassen, dar. Sie hält enge Kooperationen mit den Organisationen ASEE (American Society for Engineering Education) und der 1973 gegründeten Europäischen Gesellschaft für Ingenieur-Ausbildung (SEFI).
Die Organisation wurde am Impuls Adolf Melezineks an der Universität Klagenfurt gegründet, der als Begründer Klagenfurter Ingenieurpädagogischen Schule gilt. Heute hat die IGIP Mitglieder in 72 Ländern weltweit. Sie hat Beraterstatus bei UNESCO und der Organisation der Vereinten Nationen für industrielle Entwicklung (UNIDO).

## Bekannte Mitglieder
- Gudrun Kammasch